# Luce dei miei occhi
Luce dei miei occhi è un film del 2001, diretto da Giuseppe Piccioni.

## Trama
Antonio (Luigi Lo Cascio) è un responsabile e gentile autista: la sua passione per la fantascienza lo porta a vivere in un mondo a parte, dove veste i panni del suo alter ego, Morgan, protagonista di un immaginario romanzo fantascientifico. Maria (Sandra Ceccarelli) invece si è indebitata per comperare un negozio di surgelati e per dimostrare di essere una buona madre per Lisa, che i nonni le vogliono sottrarre. Antonio si innamora di Maria e, quando scopre che la donna è vittima di Saverio (Silvio Orlando), uomo senza scrupoli al quale la donna deve ogni mese un'ingente rata del debito, inizierà a lavorare per lo strozzino svolgendo tutti i compiti che gli vengono affidati fino a che il debito non si sarà estinto.

## Riconoscimenti
Questo film è riconosciuto come d'interesse culturale nazionale dalla Direzione generale Cinema e audiovisivo del Ministero per i beni e le attività culturali e per il turismo italiano, in base alla delibera ministeriale del 25 marzo 2001.
- 2001 - Mostra internazionale d'arte cinematografica
  - Miglior interpretazione maschile a Luigi Lo Cascio
  - Miglior interpretazione femminile a Sandra Ceccarelli
  - Premio Pasinetti a Luigi Lo Cascio
  - Premio Pasinetti a Sandra Ceccarelli
  - Nomination Leone d'oro a Giuseppe Piccioni
- 2002 - David di Donatello
  - Miglior sonoro a Remo Ugolinelli
  - Nomination Miglior film
  - Nomination Miglior regista a Giuseppe Piccioni
  - Nomination Migliore attrice protagonista a Sandra Ceccarelli
  - Nomination Miglior attore protagonista a Luigi Lo Cascio
  - Nomination Miglior attore non protagonista a Silvio Orlando
  - Nomination Miglior fotografia a Arnaldo Catinari
  - Nomination Migliori costumi a Maria Rita Barbera
- 2002 - Nastro d'argento
  - Nomination Regista del miglior film a Giuseppe Piccioni
  - Nomination Migliore fotografia a Arnaldo Catinari
  - Nomination Miglior sonoro a Remo Ugolinelli
- 2002 - Globo d'oro
  - Nomination Miglior attrice a Sandra Ceccarelli
- 2002 - Ciak d'oro
  - Migliore scenografia a Giancarlo Basili[1]
- 2002 - European Film Awards
  - Nomination Premio del pubblico al migliore attore a Luigi Lo Cascio